# Liste der Kardinalskreierungen Eugens II.
Papst Eugen II. (824–827) kreierte in den drei Jahren seines Pontifikates insgesamt acht Kardinäle.

## 825
- Giovanni Datus, Kardinaldiakon einer unbekannten Titeldiakonie † (unbekannt)[2]

## 826
- Cesareo, Kardinalbischof von Ostia † vor 854[3]
- Gregor, Kardinalbischof von Velletri † vor 853[4]
- Stefano, Kardinalbischof von Porto † vor 853[5]
- Konstantin, Kardinalbischof von Palestrina † (unbekannt)[6]
- Samuele, Kardinalbischof von Sabina † vor 853[7]
- Benedikt, Kardinalbischof von Albano † wahrscheinlich vor 844[8]

## 827
- Giusto, Kardinalpriester mit der Titelkirche Santa Cecilia † vor 853[9]